# Euler-összefüggés
A matematikában Euler-összefüggésnek nevezik a következő egyenlőséget:
{\displaystyle e^{i\pi }+1=0}
ahol
e az Euler-féle szám, a természetes logaritmus alapja,
i az imaginárius egység, amelyre igaz az i2 = −1 egyenlőség,
a pí szám, a kör kerületének és átmérőjének aránya.
A fenti összefüggést Leonhard Euler svájci matematikusról nevezték el.

## Levezetése
Az {\displaystyle \left(e^{t}\right)'=e^{t}} formula segítségével könnyen Taylor-sorba fejthetjük {\displaystyle e^{it}}-t!
A {\displaystyle \sin(t)} és a {\displaystyle \cos(t)} függvények Taylor-sora pedig
illetve
Vegyük észre, hogy {\displaystyle e^{it}} felbontható az alábbi módon:
Azaz
speciálisan {\displaystyle t=\pi }-re kapjuk a nevezetes
egyenlőséget.